# Одеон

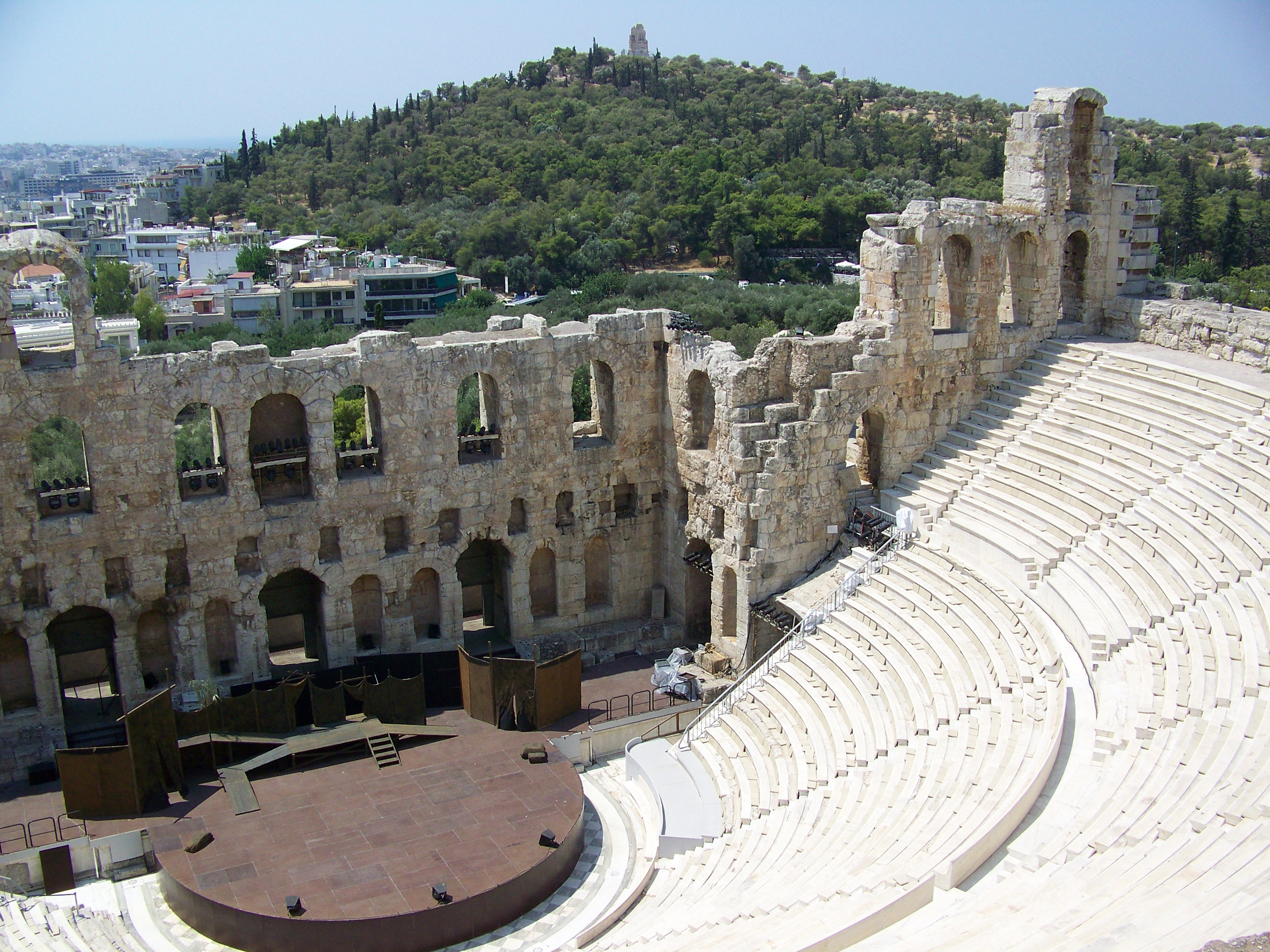
Одеон Ірода Аттичного, Афіни

Одео́н (дав.-гр. Ὠιδεῖον або дав.-гр. ᾠδεῖον) — у стародавній Греції будівля, призначена для музичних і декламаторських конкурсів. Формою близький до театру, але значно менший за розмірами, з огляду на акустичні вимоги покритий дахом.
Перший одеон був зведений за Перікла поблизу Афінського акрополя архітектором Іктіном для проведення співочих та музичних змагань. Пізніше ця назва поширилася на будівлі такого призначення в античному світі.
В новий час ця назва пов'язана, головним чином, із відомим паризьким театром «Одеон».